# Campeonato Mundial de Esgrima de 2010 - Espada por equipes feminino
O evento espada por equipe feminino do Campeonato Mundial de Esgrima de 2010 teve sua disputa realizada no dia 12 de novembro no Grand Palais, em Paris, França. 

## Medalhistas
| Ouro                                                                               | Prata                                                                             | Bronze                                                       |
| Roménia · Simona Alexandru · Ana Maria Brânză · Loredana Iordăchioiu · Anca Măroiu | Alemanha · Imke Duplitzer · Britta Heidemann · Ricarda Multerer · Monika Sozanska | Coreia do Sul Jung Hyo-jung Oh Yun-hee Park Se-ra Shin A-lam |

## Resultado final
Os resultados finais foram os seguintes.
|  | Quartas de final | Quartas de final |               |       | Semifinais     | Semifinais     |  |  | Final | Final |
|  |                  |                  |               |       |                |                |  |  |       |       |
|  |                  |                  |               |       |                |                |  |  |       |       |
|  |                  |                  |               |       |                |                |  |  |       |       |
|  | Polónia          | 28               |               |       |                |                |  |  |       |       |
|  | Polónia          | 28               |               |       |                |                |  |  |       |       |
|  | Coreia do Sul    | 45               |               |       |                |                |  |  |       |       |
|  | Coreia do Sul    | 45               | Coreia do Sul | 31    |                |                |  |  |       |       |
|  |                  |                  | Coreia do Sul | 31    |                |                |  |  |       |       |
|  |                  | Roménia          | 45            |       |                |                |  |  |       |       |
|  | França           | Roménia          | 45            | 40    |                |                |  |  |       |       |
|  | França           |                  |               | 40    |                |                |  |  |       |       |
|  | Roménia          | 45               |               |       |                |                |  |  |       |       |
|  | Roménia          | 45               | Roménia       | 35    |                |                |  |  |       |       |
|  |                  |                  | Roménia       | 35    |                |                |  |  |       |       |
|  |                  | Alemanha         | 26            |       |                |                |  |  |       |       |
|  | Alemanha         | Alemanha         | 26            | 28    |                |                |  |  |       |       |
|  | Alemanha         |                  |               | 28    |                |                |  |  |       |       |
|  | Rússia           | 27               |               |       |                |                |  |  |       |       |
|  | Rússia           | 27               | Alemanha      | 34    | Terceiro lugar | Terceiro lugar |  |  |       |       |
|  |                  |                  | Alemanha      | 34    | Terceiro lugar | Terceiro lugar |  |  |       |       |
|  |                  | China            | 28            |       |                |                |  |  |       |       |
|  | China            | China            | 28            | 45    | Coreia do Sul  | 45             |  |  |       |       |
|  | China            |                  |               | 45    | Coreia do Sul  | 45             |  |  |       |       |
|  | Estónia          | 32               |               | China | 37             |                |  |  |       |       |
|  | Estónia          | 32               |               |       | 37             |                |  |  |       |       |
|  |                  |                  |               |       |                |                |  |  |       |       |
|  |                  |                  |               |       |                |                |  |  |       |       |